# 舟橋明恵
舟橋 明恵（ふなはし あきえ、1977年5月16日 - ）は、元フリーアナウンサー。神奈川県出身。洗足学園音楽大学音楽学部音楽学科声楽専攻卒業。元四国放送アナウンサー。元セント・フォース所属。

## 人物
身長：168cm

血液型はA型

癒し系。趣味は観劇、コンサート、美術館巡り、温泉巡り。

特技は声楽、ピアノ、英会話など。大の愛犬家でペットと生活することやペットロスに関するウェブサイト「ペット会議」を運営。IT音痴ながらSNSに挑戦中。

## 略歴
- 2000年4月～2002年3月　富士重工キャンペーンガール「スバルスターズ」
- 2002年4月　四国放送にアナウンサーとして入社
- 2002年8月～2005年3月　「530フォーカス徳島」「フォーカス徳島」キャスター
- 2005年3月　四国放送を退社
- 2005年4月　セント・フォースに所属、 NNN24（現日テレNEWS24）キャスター
- 2005年10月～2007年9月 - NNNニュースD（平日）キャスター
- 2017年3月　12年間担当した日テレNEWS24キャスターを卒業[3]
- 2019年4月　ロンドンに在住。

## 過去の担当番組
- 四国放送
  - 「530フォーカス徳島」
  - 「フォーカス徳島」

- 日本テレビ・日テレNEWS24
  - 「NNNニュースD」

- 日テレNEWS24
  - 「アフタヌーンジャーナル24」
  - 「イブニングニュース24」
  - 「ウォッチ・ザ・にっぽん列島」
  - 「午後いちニュース」
  - 「ニュース30+」
  - 「新着!エクスプレス30+」
  - 「闘論〜TALK BATTLE〜」
  - 「朝いちニュース」
  - 「まーけっとNavi&ニュース」
  - 「タイムライン」
  - 「デイリープラネット」
  - 「さきがけニュース」
  - 「日テレNEWS24 DATELINE」
  - 「ストレイトニュース+」

- 政府インターネットテレビ

- 国税庁インターネット番組 『Web-TAX-TV』
- アレクサ・Yahoo!ニュース
- ニューズ・オプエド（ロンドンレポート）